# La Clotilde
La Clotilde é uma cidade da Argentina, localizada na província de Chaco.